# Léon Ostroróg
Œuvres principales
El-Ahkam Es-Soulhaniya, The Angora Reform, Pour la réforme de la justice ottomane
Compléments
Pierre Loti à Constantinople

Armoiries de la famille Ostroróg

Léon Walerian Ostroróg, né le 20 juin 1867 à Varsovie et mort le 29 juillet 1932 à Londres, est un juriste, conseiller du gouvernement de l'Empire ottoman, émigré à Constantinople. Il mène en parallèle une carrière d’écrivain et de traducteur en plusieurs langues.

## Biographie
Léon Ostroróg est né le troisième fils, d'une fratrie de cinq enfants, du comte polonais et photographe Stanisław Julian Ostroróg et de sa femme, Teodozja Waleria Gwozdecka. La famille se déplace souvent entre l'Angleterre, la France et la Pologne. Son père atteint une notoriété par son travail d'abord à Marseille et ensuite à Paris où il établit son atelier de photographie, rue de Londres. Après la faillite de sa société de prêt en 1878, il met l'atelier en location et se rend de nouveau à Londres. Entretemps, le jeune Ostroróg se scolarise en France et par la suite est admis à la Sorbonne où il fait sa thèse de doctorat en droit,.
Son frère ainé est le photographe Stanisław Julian Ignacy Ostroróg, qui reprendra l'atelier du père, fera une carrière illustre à Londres et à Paris, sous plusieurs pseudonymes, tels que Waléry ou Lucien Waléry ou même Laryew,.

## Carrière

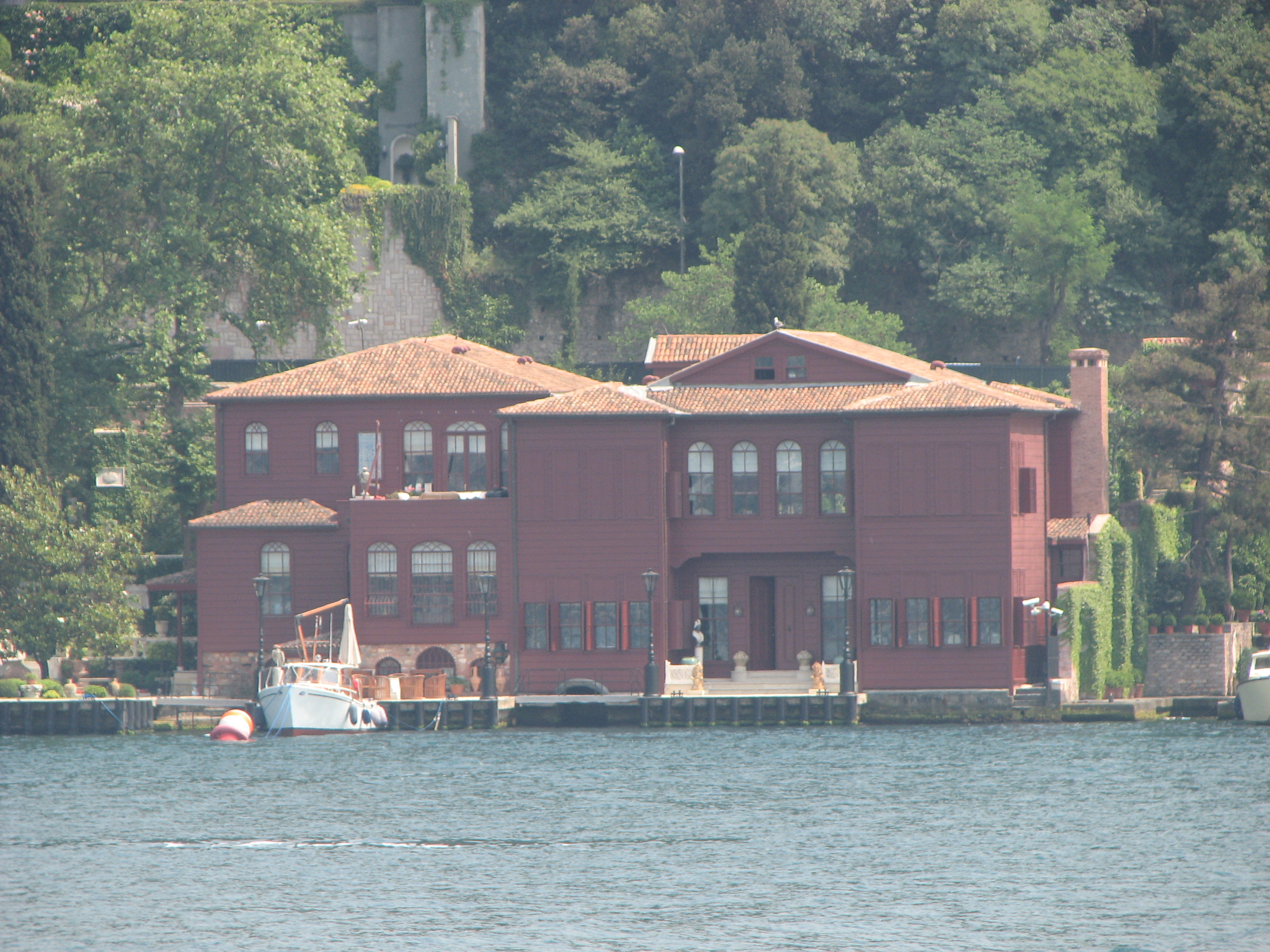
Le yalı de Léon Ostroróg à Kandilli au bord du Bosphore

Ostroróg est attiré par le Levant et surtout par la Turquie car ce fut un endroit d'asile pour beaucoup d'émigrés polonais à la suite des révoltes nationalistes du XIXe siècle. De plus la tradition familiale voulait qu'à Constantinople son père vétéran de la Guerre de Crimée, présent au décès du grand poète polonais, Adam Mickiewicz l'avait pris en daguerréotype sur son lit de mort.
Son premier poste fut en tant que fonctionnaire dans l'administration publique des finances. Sa culture évidente et son érudition mènent à des amitiés avec certains intellectuels français, tel que Pierre Loti, auquel il consacre un livre de mémoires. Il fut ensuite embauché comme conseiller étrangeet juriste au Ministère de la Justice, malgré son catholicisme, un statut qu'il garda durant la révolution des Jeunes-Turcs en 1908 et jusqu'à la guerre de 1914, quand il décida de rentrer en Europe. En 1911 il écrit un essai sur le Japon comme exemple administratif pour la Turquie. Son contrat est terminé en 1918. Pendant son séjour à Constantinople il épousa Marie-Jeanne Lorando, une jeune femme d'une famille Levantine de descendance italienne et installée depuis plusieurs générations. Ils élevèrent deux fils, Jean et Stanislas, qui deviendra plus tard un diplomate français. Comptant y rester pour de bon, Ostroróg acheta un yalı, résidence maitre, au bord du Bosphore, qu'il restaure et qui désormais portera son nom.
Après la guerre il s'installe à Londres où il continue à écrire et de donner des cours à la faculté du University College de Londres. Entre 1919-1920 il fait partie de la délégation polonaise à la conférence de paix de Paris.
Il était membre de la Royal Asiatic Society. Selon le New York Times qui annonça sa mort de la veille, Ostroróg contribuait des articles à l'Encyclopædia Britannica. Il est décédé à Londres en 1932 et sa dépouille fut enterrée dans le Cimetière catholique de Pangaltı dans le Feriköy à Istanbul. Sa contribution aux relations turco-européennes semble avoir été importante ainsi que son rôle dans le développement de la Turquie moderne, un rôle toujours en voie d'évaluation.
Son fils Stanislas Ostroróg est également diplomate.

## Œuvre
- Droit romain: de la comptabilité des banquiers à Rome. Droit français et législation comparée de la constitution des sociétés anonymes en France, dans l’empire allemand et en Grande-Bretagne, thèse de doctorat, Paris, L. Larose et Forcel, (1892)
- El-Ahkam Es-Soulhaniya, Paris: Ernest Leroux, (1900-01), 2 vols. Traduction du juriste el-Mawardi. Recensement dans le Journal de la Royal Asiatic Society of Great Britain and Ireland:
- Conférence sur la Renaissance du Japon, Istanbul: Ahmed Ihsan, (1911)
- Pour la réforme de la justice ottomane. Paris: A. Pedone, (1912)
- Le problème turc. Paris: Maison Ernest Leroux, (1917)
- The British Empire and the Mohammedans, (1918) an essay by Count Leon Ostroróg, Archives Nationales, Kew, ref. FO 141/786/5
- The Turkish Problem: things seen and a few deductions. London: Chatto & Windus, (1919)
- Le droit du Caliphat. Paris, (1925). Beyrouth, (1982)
- The Angora Reform: Three Lectures Delivered at the Centenary Celebrations of University College on June 27, 28 & 29, 1927. London: University of London Press, (1927)
- "Les droits de l’homme et des minorités dans le droit musulman". Revue de droit international, 5, 1–22. (1930)
- Pierre Loti à Constantinople, mémoire d'un émigré polonais dans l'Empire ottoman. Paris: Eugène Figuière. (1927)
- The book of Count Lucanor and Patronio : a translation of Don Juan Manuel's El Conde Lucanor, (1925)
- Rinconet et Cortadille : tableaux de l'ancienne Espagne tirés de la nouvelle de Miguel de Cervantes Saavedra, Paris: Champion (1927)